# Zürcher und Londoner Abkommen

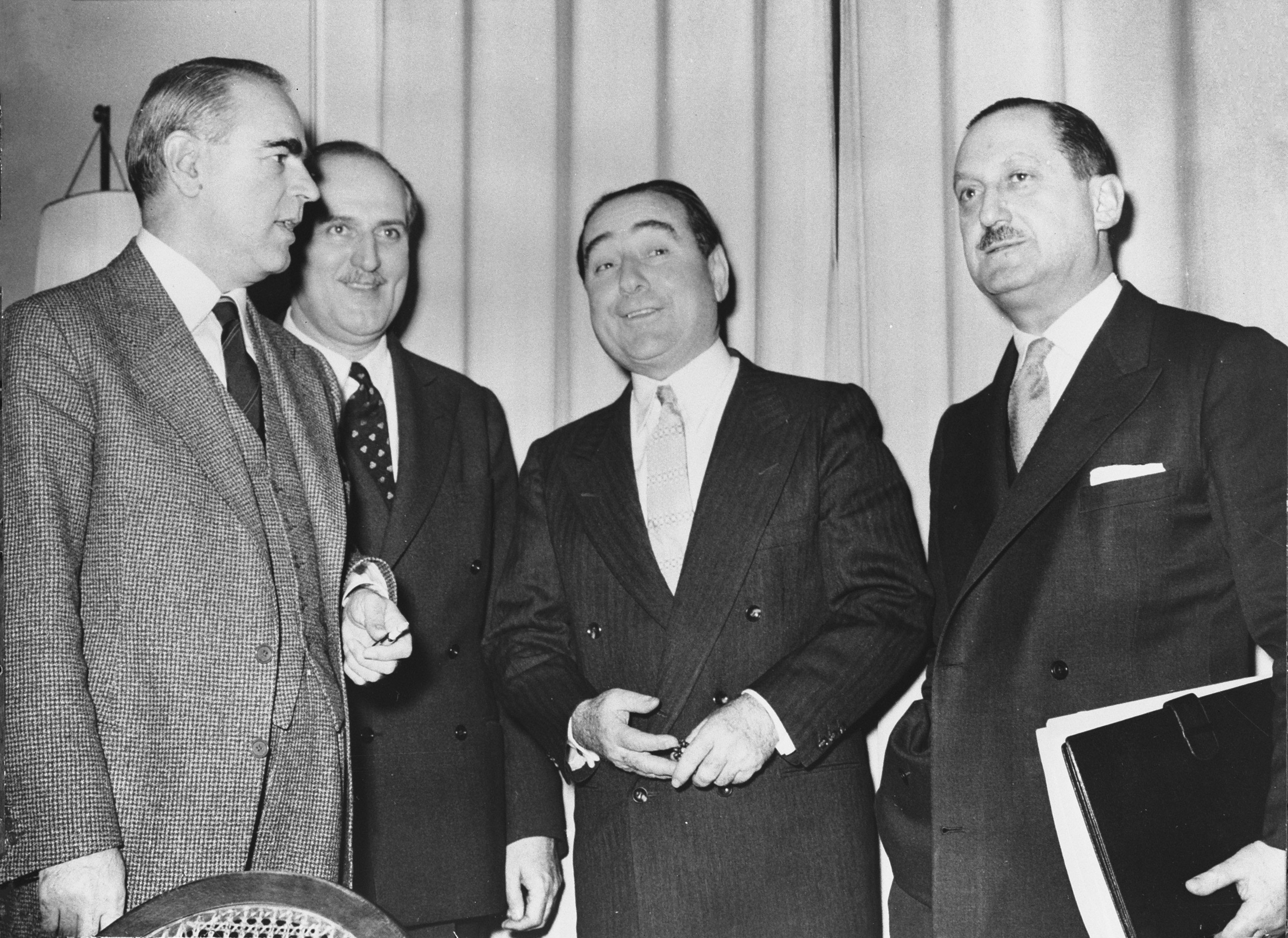
Von links nach rechts: der griechische Ministerpräsident Karamanlis, der türkische Außenminister Zorlu, der türkische Ministerpräsident Menderes und der griechische Außenminister Evangelos Averoff während der Verhandlungen in Zürich

Die Zürcher und Londoner Abkommen wurden am 19. Februar 1959 zwischen der Türkei, Griechenland, dem Vereinigten Königreich und den Bewohnern der Insel Zypern, unter Führung des Erzbischofs Makarios III. und Fazıl Küçük, im Lancaster House in London geschlossen und regelten u. a. verfassungsrechtliche Fragen beim Übergang der damaligen britischen Kronkolonie Britisch-Zypern zur unabhängigen Republik Zypern. Großbritannien, Griechenland und die Türkei fungierten in der Folge als Schutzmächte des neu gegründeten Staates.
Die Verhandlungen zu den konstituierenden Teilverträgen, -abkommen, -deklarationen dieser Abkommen waren am 11. Februar 1959 in Zürich abgeschlossen worden.
Die Zürcher und Londoner Abkommen bestehen aus folgenden Verträgen, Abkommen und Deklarationen:
- Abkommen über die Grundstruktur der Republik Zypern
- Vertrag zur Festlegung Griechenlands, der Türkei und des Vereinigten Königreichs als Garantiemächte (Londoner Garantievertrag)
- Allianzvertrag zwischen der Republik Zypern, Griechenland und der Türkei
- Deklaration des Vereinigten Königreichs vom 17. Februar 1959 bezüglich militärischer Stützpunkte. Diese Gebiete blieben unter voller britischer Souveränität:
  - Akrotiri, Episkopi, Paramali
  - Dhekelia, Pergamos, Ayios Nikolaos, Xylophagou
- zustimmende Deklarationen der Außenminister Griechenlands und der Türkei zu der Deklaration des Vereinigten Königreichs
- zustimmende Deklaration des Repräsentanten der Zyperngriechen (Makarios III.) zu allen Teilen der Zürcher und Londoner Abkommen
- zustimmende Deklaration des Repräsentanten der Zyperntürken (Fazıl Küçük) zu allen Teilen der Zürcher und Londoner Abkommen
- Vereinbarte Maßnahmen zur Vorbereitung auf die neuen Regelungen auf Zypern

Nach der Unterzeichnung dieser Abkommen fing die Vorbereitungsphase an, die im August 1960 endete. Bei den Wahlen am 13. Dezember 1959 wurden Makarios III. zum Präsidenten und Fazıl Küçük zum Vizepräsidenten gewählt.